# Agnoeci
Agnoeci (agnoici, zwani byli także ignorantami) – grupa wyznaniowa uznająca, że Bóg nie jest wszystkowiedzący i także musi się uczyć.
Nazwa wywodzi się z greckiego słowa agnoia, co znaczy niewiedza.
Tymi określeniami nazywano różne sekty. Pierwszą była jednak grupa uczniów Teofroniusza z Kapadocji (IV w.). Głosił on, że Bóg nie jest wszystkowiedzący i także musi się uczyć. Jego wiedza o przyszłości kończyła się tam, gdzie zaczynała się wolna wola człowieka. Znaczyło to, że Bóg jako nieskończenie mądry może przewidzieć co się stanie, jednak nie zna tego jako rzeczy dokonanej. Było to ewidentnym zaprzeczeniem nieskończonej wszechwiedzy Boga.
Agnoetami nazywano również odłam eutychian, którego założycielem był w VI w., diakon Temistiusz z Aleksandrii. Twierdzili oni, że Jezus Chrystus nie miał pełnej wiedzy na temat tego co się miało wydarzyć, a co najważniejsze nie znał daty Sądu Ostatecznego. Co prawda dopuszczali możliwość, że znał ją jako Bóg, jednak będąc człowiekiem nie miał prawa jej znać. Z podobnymi poglądami obnosili się również nieliczni pustelnicy żyjący w okolicach Jerozolimy w Palestynie.
Swoje twierdzenia agnoeci opierali głównie na dwóch fragmentach z Pisma Świętego. Pierwszy z nich głosił: "Lecz o dniu owym lub godzinie nikt nie wie, ani aniołowie w niebie, ani Syn, tylko Ojciec" (Mk 13, 32). Na nim opierali się także wyznawcy socynianizmu, którzy zaprzeczali boskości Chrystusa. Drugi fragment pochodził z Ewangelii św. Łukasza (2, 52): "Jezus zaś czynił postępy w mądrości, w latach i w łasce u Boga i ludzi". Agnoeci uważali więc, że mądrość Jezusa była nabyta.
Wszystkim tym argumentom stanowczo sprzeciwiali się Ojcowie Kościoła, którzy twierdzili, że są one owocem dosłownej (literalnej) interpretacji cytowanych wersów, gdzie litera zabija ducha.